# Lebrecht Heinrich Samuel Jehne
Lebrecht Heinrich Samuel Jehne (* 8. Oktober 1747 in Altona; † 18. März 1794 in Nienstedten) war ein deutscher lutherischer Theologe und Pädagoge.

## Leben
Jehne studierte seit 1766 an den Universitäten Wittenberg und Halle. 1771 wurde er Subrektor des Gymnasiums in Altona (Christianeum), 1776 Konrektor desselben mit dem Titel eines Gymnasialprofessors und übernahm noch im selben Jahr das Rektorat der Einrichtung. 1789 wurde er zweiter Professor und 1790 Pastor in Nienstedten. Vor allem seine Bücher zur Sprachlehre hinterließen Eindruck.

## Werkauswahl
- Das Bild eines huldreichen Fursten; eine Rede am königl. Geburtsfeste den 30 Jänner 1775. Altona
- Epistola giatul. de imperio maritali. Altona 1779
- Griechische Sprachlehre zum Gebrauch des königlich. Christianeums zu Altona. Hamburg 1782, 1790
- Progr. de resurrectione carnis, interpretatio cap, XV. epist. I ad Corinthios. Altona 1788, 1795
- Anweisung in der hochteutschen Sprache für die Jugend in Niederteutschland. Nebst einigen Vorschlägen zu dergleichen Sprachübungen. Altona 1790
- Hebräische Sprachlehre. Flensburg 1790
- Vom seligmachenden Glauben; eine Predigt Joh. 20, 19 - 31 in der Lutherischen Hauptkirche zu Altona gehalten. Flensburg 1791